# Lochstein von Riffian

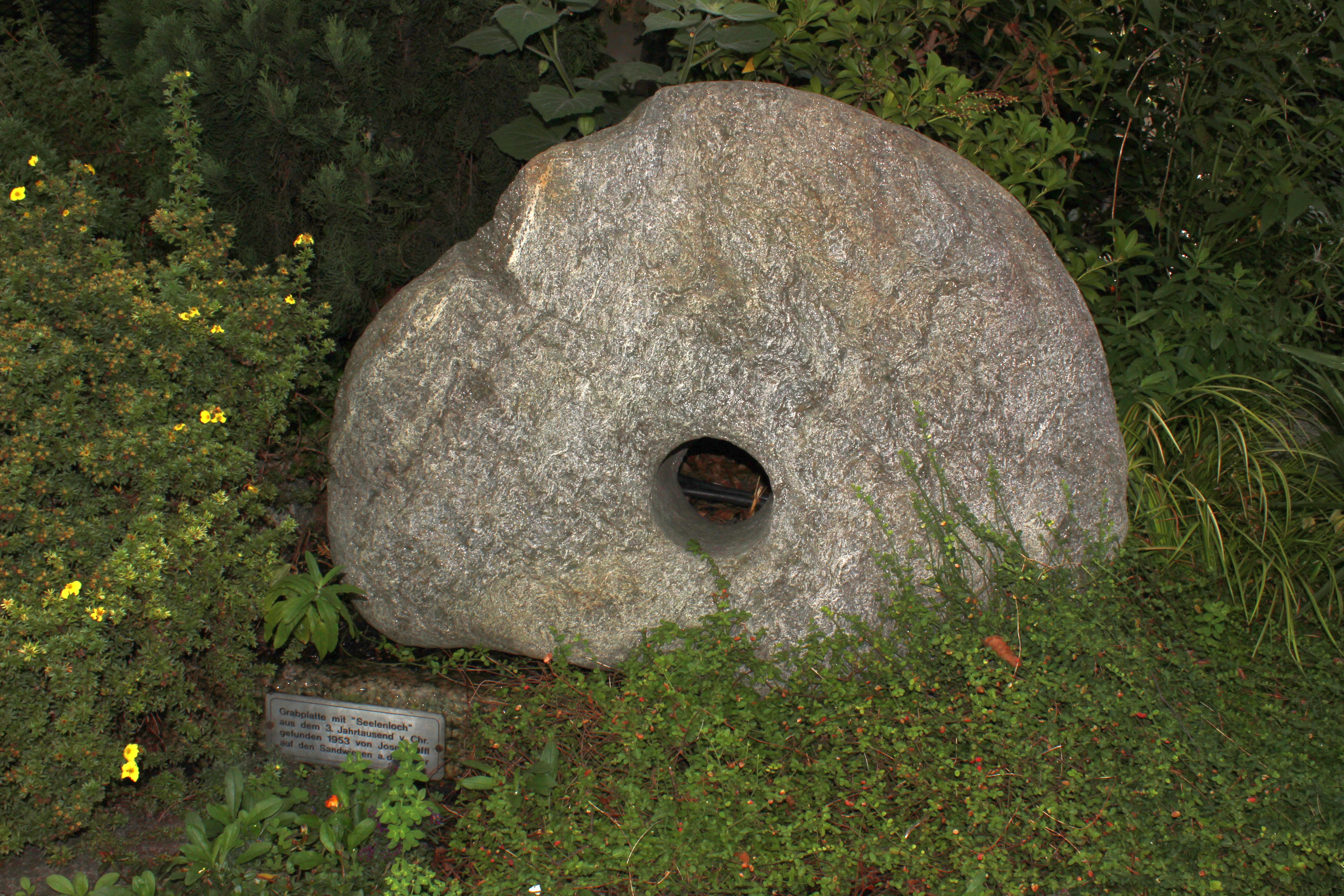
Lochstein von Riffian

Der vor mehr als 4000 Jahren bearbeitete Lochstein von Riffian (italienisch Riffiano) steht in Riffian in Südtirol (Italien). Er wurde im Sand der Passer gefunden und ist heute vor dem Rathaus der Gemeinde aufgestellt.
Bei dem Stein mit einem Seelenloch soll es sich um die Giebelplatte einer steinernen Grabkammer handeln, die 1953 bei Erdbewegungen zu Tage kam, aber erst später als solche erkannt wurde. Durch Erdrutsch in den Talgrund befördert, dürfte sie ursprünglich oberhalb der Fundstelle, in der Nähe des Rempbichls, gestanden haben. Die Maße betragen: Höhe 84 cm, Breite 129 cm, Seelenlochdurchmesser 19 cm. Letzterer fällt bei den nächstgelegenen Vergleichsfunden in der Schweiz deutlich größer aus. Der Grabstein leitet sich vom westeuropäischen Galeriegrabtyp „Allée couverte“ ab und datiert etwa um 2200–2000 v. Chr. Vergleichsfunde von Lochsteinen gibt es in Südtirol vier, u. a. in Algund und beim Steinkammergrab von Gratsch in Gratsch (hier Seelenlochdurchmesser 24 cm).

## Algund

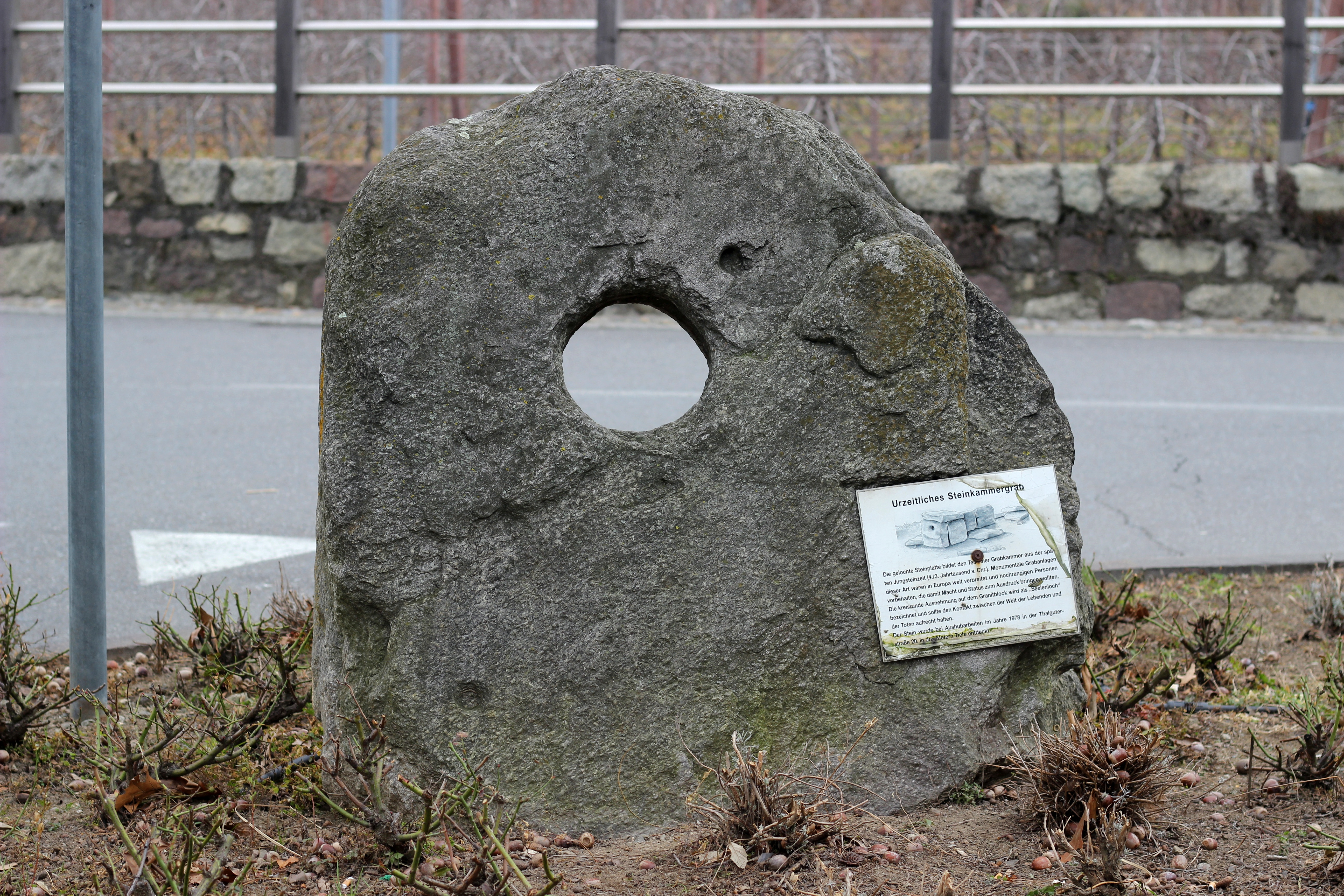
Lochstein von Algund

Algund in der Nähe von Meran scheint in der Vorzeit ein bedeutendes Zentrum gewesen zu sein. Immerhin stammen vier Lochsteine und vier von sieben Südtiroler Statuenmenhire von dort. Der Lochstein von Algund wurde 1978 beim Hausbau in der Peter-Thalguter-Straße 20 entdeckt. Er belegt, da er zu einer Grabanlage aus 10–15 Steinplatten gehörte, die in Ost-West-Ausrichtung eine überdeckte Kammer von etwa 3,0 m Länge und 1,5 m Breite bildete, dass derart kleine Seelenlöcher hier gebräuchlich waren. Seine Maße sind 1,3 × 1,13 × 0,25 m, Lochdurchmesser etwa 20 cm.